# ウーヴェ・ペシェル
ウーヴェ・ペシェル（Uwe Peschel、1968年11月4日 - ）は、ドイツ、ベルリン出身の元自転車競技（ロードレース）選手。

## 来歴
1990年
- ロードレース世界選手権
  - アマ・チームタイムトライアル(TTT) 2位

1991年
- ロードレース世界選手権
  - アマ・TTT 2位

1992年
- バルセロナオリンピック
  -  団体追抜 優勝（+ ベルント・ディテルト、クリスティアン・メイアー、ミヒャエル・リッヒ）

1993年
- ロードレース世界選手権
  - アマ・TTT 2位

1994年
- ロードレース世界選手権
  - アマ・TTT 3位
- シュタイアーマルク・ルントファールト 総合優勝

1995年
- ロードレース世界選手権
  - 個人タイムトライアル(ITT) 3位

1996年
- 世界軍隊選手権・ITT 優勝
- ドイツ選手権 ITT 優勝
- バイエルン一周 総合優勝

1997年、カンティーナ・トッロと契約しプロ転向。
- グランプリ・デ・ナシオン 優勝

1998年、エステポナ・エン・マルチャに移籍。
- ドイツ選手権 ITT 優勝

1999年、ゲロルシュタイナーに移籍。
2002年
- ドイツ選手権 ITT 優勝
- ヘセン・ルントファールト 総合優勝
- グランプリ・デ・ナシオン 優勝

2003年
- グランプリ・エディ・メルクス 優勝（+ ミヒャエル・リッヒ）
- ロードレース世界選手権
  - ITT 2位

2005年
- チームタイムトライアル・アイントホーフェン 優勝